# Trenbolone
Il trenbolone è uno steroide utilizzato in passato dai veterinari per aumentare la crescita muscolare e l'appetito degli animali (sebbene negli ultimi anni stia lentamente venendo sostituito dall'affine metribolone). L'uso di questo steroide negli animali da reddito destinati alla produzione di alimenti per il consumo umano è vietato in Italia da ormai vent'anni (D. Lgs. n. 158/2006 e successive modificazioni) e, più in generale, in tutta l'Unione europea. Il suo utilizzo, in deroga, è riservato solo a determinate categorie di cavalli sportivi e di pregio (quindi non destinati a diventare alimento) al solo scopo di curare determinate affezioni e/o malattie, e a condizione che tali trattamenti vengano opportunamente dichiarati e registrati sul passaporto dell'animale sotto la responsabilità di un veterinario. Per aumentare la sua emivita effettiva, il trenbolone non è usato in forma grezza, ma è somministrato come derivati esteri, quali l'acetato di trenbolone, l'enantato di trenbolone o cicloesilmetilcarbonato di trenbolone (Parabolan). 
Viene utilizzato come sostanza dopante anabolizzante anche in discipline come il body building, in genere affiancato ad altri tipi di steroidi anabolizzanti, come il testosterone, e integratori.

## Effetti collaterali
Nonostante la sua bassa attività estrogenica, può causare effetti collaterali come acne, eccessiva virilizzazione, caduta dei capelli, pelle grassa, iperplasia prostatica, aumentata crescita dei peli corporei e inibizione della sintesi endogena di testosterone. A dosaggi elevati può causare seri danni al fegato e aumentare il rischio cardiovascolare.